# Liliovcovité
Liliovcovité (Nartheciaceae) je čeleď jednoděložných rostlin z řádu smldincotvaré (Dioscoreales). Starší taxonomické systémy zástupce často řadily do čeledi kýchavicovité (Melanthiaceae) z řádu Liliales nebo popř. do čeledi liliovité v širokém pojetí (Liliaceae s.l.).

## Popis
Jedná se o vytrvalé byliny s oddenky. Listy jsou jednoduché, střídavé, vytvářející přízemní růžice. Čepele jsou celokrajné, většinou čárkovité, isobifaciální, jezdivé. Květy jsou oboupohlavní, uspořádané v květenstvích, většinou v hroznech, v květenství bývají listeny. Okvětí se skládá ze 6 okvětních lístků, které jsou jen při bázi srostlé. Tyčinek je 6. Gyneceum je srostlé ze 3 plodolistů, je synkarpní, semeník je svrchní. Plodem je tobolka.

## Rozšíření ve světě
Je známo asi 4-5 rodů a 41 druhů, jsou rozšířeny v značně disjunktním areálu, v jihovýchodní Asii, v mírném (s přesahem do boreálního) pásu Severní Ameriky a Evropy.

## Rozšíření v Česku
V ČR snad v Polabí rostl v 19. století liliovec kostilomka (Narthecium ossifragum), naposledy v roce 1900 u Slatiňan, dnes vyhynulý druh flóry ČR, kategorie A1. Jeho areálem je hlavně západní a severozápadní Evropa.

## Zástupci
- aletridka (Aletris)
- lilovec (Narthecium)[4]

## Přehled rodů
Aletris,
Lophiola,
Metanarthecium,
Narthecium,
Nietneria